# Союз ТМА-14
Союз ТМА-14 — російський пілотований космічний корабель, на якому був здійснений пілотований політ до Міжнародної космічної станції. Екіпаж корабля входив до складу дев'ятнадцятої довготривалої експедиції до МКС.

## Екіпаж
Екіпаж старту:
- (ФКА) Геннадій Падалка (3)[1] — командир екіпажу;
- (НАСА) Майкл Баррат (1) — бортінженер.
- / Чарльз Сімоні (2) — космічний турист.

Екіпаж посадки:
- (ФКА) Геннадій Падалка (3) — командир екіпажу;
- (НАСА) Майкл Баррат (1) — бортінженер.
- Гі Лаліберте (1) — космічний турист.

## Події

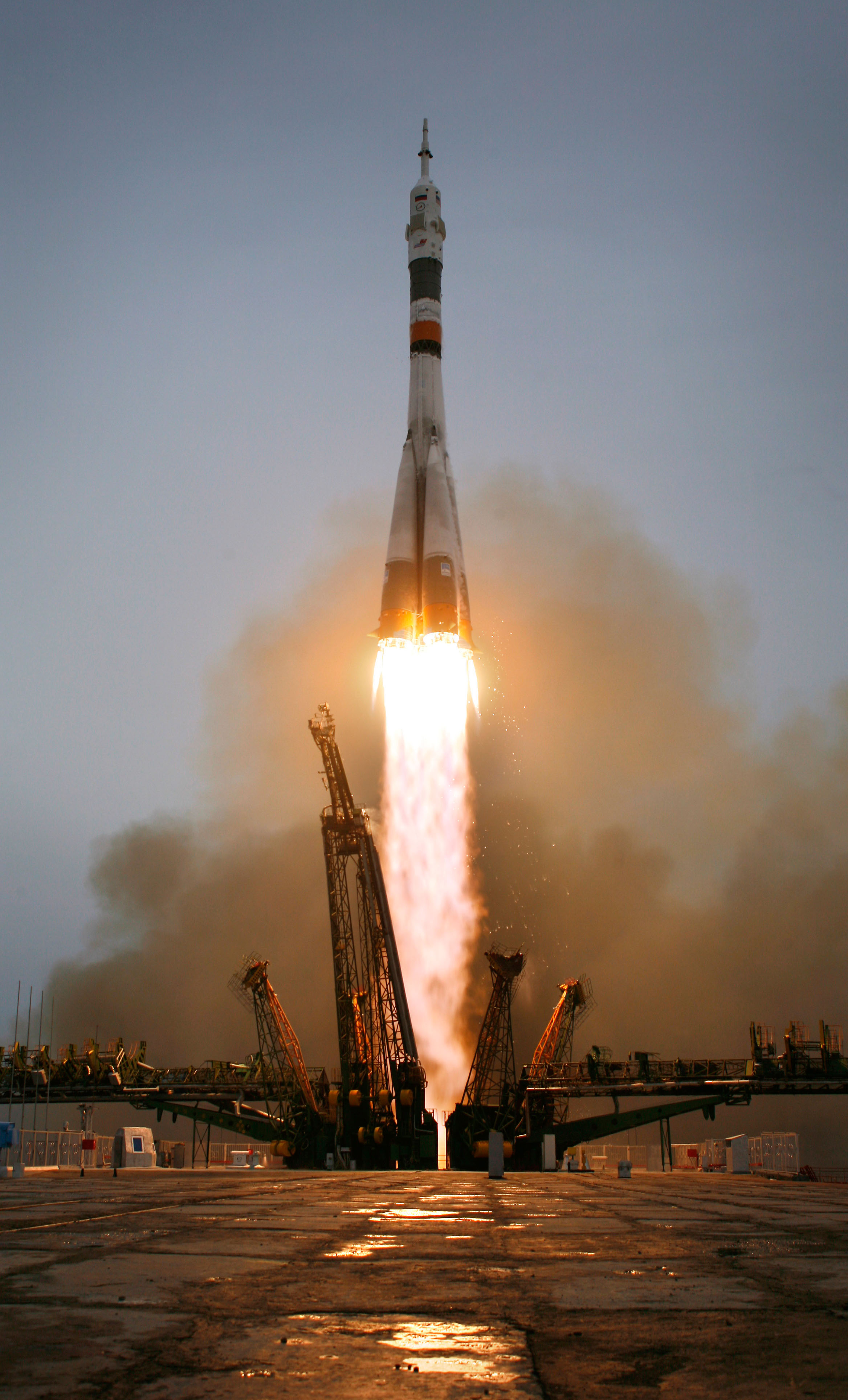
Старт Союз ТМА-14